# Pero minima
Pero minima är en fjärilsart som beskrevs av Butler 1881. Pero minima ingår i släktet Pero och familjen mätare. Inga underarter finns listade i Catalogue of Life.